# Calliopsis zebrata
Calliopsis zebrata là một loài Hymenoptera trong họ Andrenidae. Loài này được Cresson mô tả khoa học năm 1878.